# Groupe de NGC 1752
Le groupe de NGC 1752 comprend au moins quatre galaxies située dans la constellation de l'Éridan. La distance moyenne entre ce groupe et la Voie lactée est d'environ 49,9 Mpc (∼163 millions d'al). 

## Membres
Le tableau ci-dessous liste les quatre galaxies du groupe indiquées dans l'article de A.M. Garcia paru en 1993. 
| Nom      | Class.         | Type                  | α (J2000.0)   | δ (J2000.0)  | Vitesse radiale (km/s) | m    | Distance (Mpc) | Diamètre (kal) |
| -------- | -------------- | --------------------- | ------------- | ------------ | ---------------------- | ---- | -------------- | -------------- |
| NGC 1752 | SB(r)c?        | Spirale barrée        | 05h 02m 09.5s | -08° 14′ 27″ | 3577 ± 4               | 12,4 | 52,6 ± 3,7     | 118            |
| NGC 1779 | (R')SAB0/a?(r) | Spirale intermédiaire | 05h 05m 18.1s | -09° 08′ 50″ | 3273 ± 14              | 12,1 | 48,2 ± 3,4     | 90             |
| IC 401   | SB(rs)b?       | Spirale barrée        | 05h 04m 19.6s | -10° 04′ 36″ | 3356 ± 3               | 12,5 | 49,4 ± 3,5     | 75             |
| IC 402   | SAB(rs)cd      | Spirale intermédiaire | 05h 06m 14.8s | -09° 06′ 27″ | 3336 ± 7               | 13,7 | 49,2 ± 3,4     | 120            |

Le site DeepskyLog permet de trouver aisément les constellations des galaxies mentionnées dans ce tableau ou si elles ne s'y trouvent pas, l'outil du site constellation permet de le faire à l'aide des coordonnées de la galaxie. Sauf indication contraire, les données proviennent du site NASA/IPAC.